# Никоненко Олександр Миколайович
Олександр Миколайович Никоненко (* 24 жовтня 1953, Київ, Українська РСР, СРСР) — український дипломат. Надзвичайний і Повноважний Посол України.

## Життєпис
Народився 24 жовтня 1953 у Києві. У 1976 закінчив Київський державний університет ім. Т.Шевченка, у 1975 Гаванський університет (міжнародні відносини). Володіє російською, іспанською, португальською, англійською мовами.

### Кар'єра
З 1970 по 1971 — кресляр-конструктор Київської філії Інституту «Союзпроект».
З 1976 — військовий перекладач в Анголі.
З 1979 по 1985 — референт, старший референт, заступник завідувача відділу Українського товариства дружби і культурних зв'язків з зарубіжними країнами.
З 1985 по 1988 — завідувач фільмотеки Представництва Союзу радянських товариств дружби у Мозамбіку, третій секретар Посольства СРСР.
З 1988 по 1992 — заступник завідувача відділу, завідувач відділу країн Азії, Африки та Латинської Америки.
З 03.1992 — радник, виконувач обов'язків начальника Управління державного протоколу, завідувач відділу країн Латинської Америки Управління двосторонніх відносин МЗС України.
З 03.1993 по 07.1994 — радник, Тимчасовий Повірений у справах України в Аргентинській Республіці.
З 1994 по 1995 — заступник начальника, начальник Управління країн Азійсько-Тихоокеанського регіону, Близького і Середнього Сходу та Африки МЗС України.
З 08.1995 — радник-посланник, Тимчасовий Повірений у справах України в Федеративній Республіці Бразилія.
З 04.1996 по 03.2000 — Надзвичайний і Повноважний Посол України у Федеративній Республіці Бразилія, З 07.1997 по 03.2000 — Надзвичайний і Повноважний Посол України в Республіці Болівія, Республіці Венесуела, Республіці Еквадор (за сумісництвом).
З 2000 — директор Департаменту двостороннього співробітництва, начальник Четвертого територіального управління (США, Канада, Центральна та Південна Америка) МЗС України.
З 03.2002 по 10.2003 — Надзвичайний і Повноважний Посол України в Республіці Польща.
З 02.2004 по 18.02.2008 — Надзвичайний і Повноважний Посол України в Аргентинській Республіці.
З 19.04.2004 по 18.02.2008 — Надзвичайний та Повноважний Посол України у Республіці Чилі за сумісництвом.
З 05.2004 по 18.02.2008 — Надзвичайний та Повноважний Посол України в Республіці Парагвай за сумісництвом.
З 06.2004 по 18.02.2008 — Надзвичайний та Повноважний Посол України в Республіці Уругвай за сумісництвом.
У 2008—2010 рр. — директор Департаменту контролю над озброєннями та військово-технічного співробітництва Міністерства закордонних справ України.
З 06.07.2010 —19.03.2014 — Надзвичайний і Повноважний Посол України в Португальській Республіці.
З 05.07.2013 — 19.03.2014 — Надзвичайний і Повноважний Посол України в Анголі за сумісництвом.
Нагороджений вищими державними нагородами Бразилії, Аргентини, Парагваю, Болівії, Чилі, а також Польщі.